# Cù Chính Lan
Cù Chính Lan (1930-1951) là một trong 7 cá nhân đầu tiên được phong danh hiệu Anh hùng lực lượng vũ trang nhân dân của Việt Nam. Ngày 13 tháng 12 năm 1951, trong trận tấn công căn cứ điểm Giang Mỗ, anh đã một mình đuổi xe tăng Pháp, nhảy lên thành xe, ném lựu đạn vào buồng lái để tiêu diệt xe.

## Xuất thân
Cù Chính Lan sinh năm 1930 trong một gia đình nông dân nghèo tại làng Quỳnh Đôi, huyện Quỳnh Lưu, Nghệ An. Cha anh là ông Cù Khắc Nhượng, mẹ là bà Hồ Thị Hạ. Anh là con thứ ba và là con út. Mẹ mất khi anh mới 4 tuổi. Sau đó cha anh tục huyền với bà Hồ Thị Hoe và sinh hạ tiếp 4 người con nữa. Gia đình nghèo, từ nhỏ anh phải lao động vất vả để giúp đỡ sinh kế cho gia đình. Thuở nhỏ, anh còn có tên là "Cu Nâu".
Với lập trường ủng hộ dân nghèo, Việt Minh đã nhận được sự ủng hộ của nhiều người dân nghèo Việt Nam thời bấy giờ, trong đó có Cù Chính Lan. Anh tham gia cướp chính quyền và tham gia đội du kích xã của Việt Minh năm 1945.

## Tham gia Quân đội Nhân dân Việt Nam
Năm 1946, quân Pháp nổ súng tái chiếm Bán đảo Đông Dương. Anh xung phong tình nguyện nhập ngũ năm 1946, trở thành chiến sĩ liên lạc, lên dần đến chức vụ tiểu đội trưởng bộ binh. Anh được bạn đồng đội nhận xét là một người dũng cảm, táo bạo, mưu trí trong chiến đấu. Anh từng nổi tiếng với thành tích với 1 lưỡi dao cùn bắt sống được một binh sĩ Pháp và thu được một khẩu tiểu liên, được tặng Huân chương Chiến công vì thành tích "tay không bắt giặc" này.

## Chiến công trong Chiến dịch Hòa Bình
Tại Chiến dịch Hòa Bình, trong một trận phục kích trên đường số 6 tại Giang Mỗ (Hòa Bình) ngày 7 tháng 12 năm 1951, do bị lộ trận địa, quân Pháp phản kích dữ dội. Anh là người đi sau cùng, dùng súng máy bắn kiềm chế đối phương cho đơn vị rút, rồi quay lại tìm người bị thương, đưa được ba đồng đội trở về đơn vị an toàn.
Ngày 13 tháng 12 năm 1951, đơn vị lại bố trí phục kích quân Pháp lần thứ 2 tại Giang Mỗ. Bất ngờ có một xe tăng Pháp tiếp viện, bắn dữ dội vào đội hình, chặn đường rút và làm nhiều lính Việt Minh thương vong. Cù Chính Lan xông lên, nhảy lên xe tăng kề tiểu liên vào khe hở trên tháp xe bóp cò, nhưng không may tiểu liên bị hóc, chiếc xe vẫn vừa chạy vừa bắn. Cù Chính Lan hô anh em tập trung lưu đạn đến cho mình rồi lại nhanh nhẹn nhảy lên xe, giật nắp quăng lựu đạn vào trong xe, lính tăng Pháp nhặt lựu đạn ném ra và hốt hoảng lái xe tăng chuyển hướng. Thời cơ diệt xe tăng ngay trước mắt, Cù Chính Lan dũng cảm mở chốt lựu đạn, chờ cho khói thuốc xì ra được một vài giây rồi mới ném vào buồng lái, lựu đạn nổ diệt hết lính tăng trong xe, chiếc xe dừng lại tại chỗ, tạo điều kiện cho đồng đội hoàn thành nhiệm vụ. Do thành tích này, anh được tuyên dương trước đại hội chiến sĩ thi đua và cán bộ gương mẫu toàn quốc.

## Hy sinh và được truy tặng danh hiệu Anh hùng
Ngày 29 tháng 12 năm 1951, đơn vị anh được lệnh đánh đồn Cô Tô (Hòa Bình). Tiểu đội anh được giao nhiệm vụ mở cửa hàng rào cho đại quân tấn công. Dù bị thương nặng 3 lần, anh vẫn cố gắng tham gia chiến đấu cho đến khi tử thương do mất máu.
Trong Đại hội liên hoan Anh hùng và Chiến sĩ thi đua toàn quốc lần thứ Nhất tháng 5 năm 1952, anh được Chính phủ và Chủ tịch Hồ Chí Minh truy tặng Huân chương Quân công hạng hai, Huân chương Kháng chiến hạng nhất. Ngày 31 tháng 5 năm 1952, anh được Chủ tịch nước Việt Nam Dân chủ Cộng hòa truy tặng danh hiệu Anh hùng lực lượng vũ trang nhân dân.

## Tưởng nhớ
Hiện nay tên của anh được đặt cho nhiều đường phố như phố Cù Chính Lan thuộc phường Khương Mai, quận Thanh Xuân, Hà Nội. Tại thành phố Đồng Hới, Quảng Bình có con đường mang tên Cù Chính Lan ở phường Nam Lý (nối đường Nguyễn Thái Học với đường Nguyễn Tri Phương) và các đường Cù Chính Lan ở Thành phố Hồ Chí Minh, Đà Nẵng, thành phố Hòa Bình, thành phố Ninh Bình, thành phố Nam Định,Thành Phố Pleiku.
Ở Pleiku Cũng Có một Ngôi trường mang tên Cù Chính Lan
Di tích ghi dấu chiến công diệt xe tăng của Cù Chính Lan hiện nằm ở dốc Giang Mỗ cạnh đường 6A (cũ) thuộc địa phận xóm Giang Mỗ, xã Bình Thanh, huyện Cao Phong, tỉnh Hoà Bình. Xác chiếc xe tăng hiện vật chính của di tích nằm ở giữa khu đất có kè đá xung quanh, chiếc xe tăng mang nhãn hiệu Mỹ: "B2885498USA".
Mộ của Cù Chính Lan được đặt tại một vị trí đặc biệt nằm tại Nghĩa trang liệt sĩ chiến dịch Hòa Bình.

Nghĩa trang liệt sỹ chiến dịch Hòa Bình, nơi Cù Chính Lan an nghỉ.

## Văn hóa
Năm 1964, Xưởng phim Hà Nội phối hợp với Đoàn Điện ảnh Quân đội Nhân dân Việt Nam sản xuất bộ phim "Người chiến sĩ trẻ" nói về chiến công của Anh hùng Cù Chính Lan. Bộ phim truyện nhựa đen-trắng này có độ dài 90 phút do nhà văn Hải Hồ biên kịch, nghệ sĩ Hải Ninh làm đạo diễn chính; nghệ sĩ Nguyễn Khánh Dư quay phim chính. Nhân vật Cù Chính Lan do diễn viên Hồng Đức thủ vai. Phim được công chiếu rộng rãi tại các rạp, các đội chiếu bóng lưu động ở miền Bắc Việt Nam và còn có phiên bản phụ đề tiếng Trung Quốc.